# Рубани (Охтирський район)
Руба́ни — село в Україні, у Грунській сільській громаді Охтирського району Сумської області. Населення становить 99 осіб. Колишній орган місцевого самоврядування — В'язівська сільська рада.

## Географія
Село Рубани знаходиться за 2 км від правого берега річки Ворскла. На відстані 1 км розташоване село Жолоби, за 2 км - село В'язове. Село оточене великим лісовим масивом урочище Черняшине (дуб).

## Історія
12 червня 2020 року, відповідно до розпорядження Кабінету Міністрів України № 723-р «Про визначення адміністративних центрів та затвердження територій територіальних громад Сумської області», село увійшло до складу Грунської сільської громади.
19 липня 2020 року, в результаті адміністративно-територіальної реформи та ліквідації Охтирського району(1923-2020), громада увійшла до складу новоутвореного Охтирського району.

## Населення

### Мова
Розподіл населення за рідною мовою за даними перепису 2001 року:
| Мова       | Кількість | Відсоток |
| ---------- | --------- | -------- |
| українська | 99        | 100%     |

## Культура
Традиція приготування сушки з фруктів у селах Охтирщини є об'єктом нематеріальної культурної спадщини України.